# Happy Vibes
Happy Vibes, popband från Trollhättan, som gav ut två singlar, "Happy Vibes" och "You". Hade med musik i filmen Sherdil av Gita Malik.

## Medlemmar
- Petra Lennartsson - sång
- Niklas Forsberg - trummor
- Lars Karlsson - gitarr/trumpet/sång
- Mikael Nilsson - gitarr/synt/sång
- Magnus Nilsson - bas/sång